# Tundayme

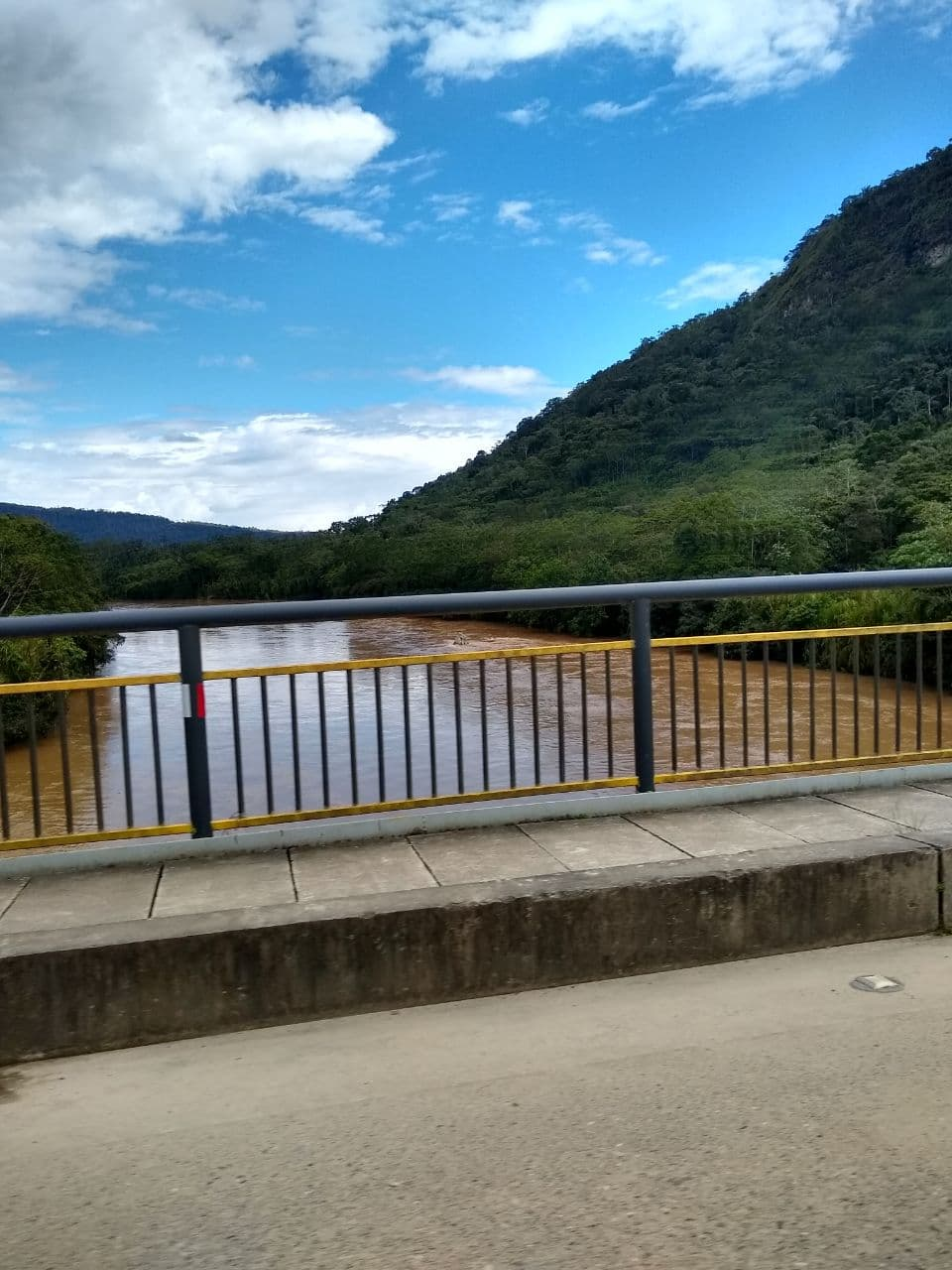
Neue Straßenbrücke über den Río Zamora (2021)

Tundayme ist eine Ortschaft und eine Parroquia rural („ländliches Kirchspiel“) im Kanton El Pangui der ecuadorianischen Provinz Zamora Chinchipe. Die Parroquia besitzt eine Fläche von 255,6 km². Die Einwohnerzahl lag im Jahr 2015 bei 737. Die Parroquia Tundayme wurde am 13. Juni 1994 gegründet.

## Lage
Die Parroquia Tundayme liegt in der Cordillera del Cóndor im Südosten von Ecuador. Der Hauptort Tundayme liegt auf einer Höhe von 780 m 12 km ostnordöstlich des Kantonshauptortes El Pangui am Ufer des Río Quimi, ein rechter Nebenfluss des Río Zamora. Eine 9 km lange Nebenstraße verbindet Tundayme mit der Fernstraße E45 (Zamora–Macas). Das Verwaltungsgebiet wird im Westen vom Río Zamora und dessen rechten Nebenfluss Río Machinaza begrenzt.
Die Parroquia Tundayme grenzt im Norden an die Parroquia Bomboiza (Kanton Gualaquiza, Provinz Morona Santiago), im Osten an Peru, im Süden an die Parroquia Los Encuentros (Kanton Yantzaza) sowie im Westen an die Parroquias Pachicutza, El Pangui und El Guismi.

## Wirtschaft
3 km östlich vom Hauptort Tundayme befindet sich das Kupferbergwerk Mirador, ein chinesisch-ecuadorianisches Projekt. Über eine neu errichtete Straßenbrücke über den Río Zamora ist die Parroquia an das Fernstraßennetz von Ecuador angebunden.